# Трекварт

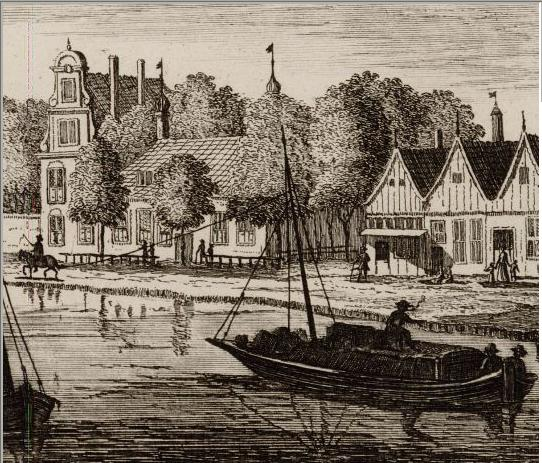
Канал-трекварт с баржей-трексхётом, 1730 год

Трекварт (нидерл. Trekvaart) — тип судоходных каналов, появившийся в Нидерландах в XVII веке. Название происходит от слов нидерл. trekken (тянуть, тащить) и нидерл. vaart (судоходный путь, канал). Для перемещения судов использовались конная тяга — лошади тянули баржи, идя с бечевой вдоль берега. Такой способ перемещения делал судоходство по каналам независимым от ветра, что позволяло организовать регулярное сообщение по расписанию. Баржи, использовавшиеся на этих каналах, назывались трексхёйт (нидерл. trekschuit, от нидерл. schuit — баржа). Баржи использовались для перевозок грузов, почты и пассажиров. Система каналов-треквартов имела основные признаки общественного транспорта: регулярные маршруты, следование расписанию, фиксированная плата за проезд.
Другие виды общественного транспорта, обладающие этими признаками (омнибус, железная дорога, конка), появились только двести лет спустя.

## История

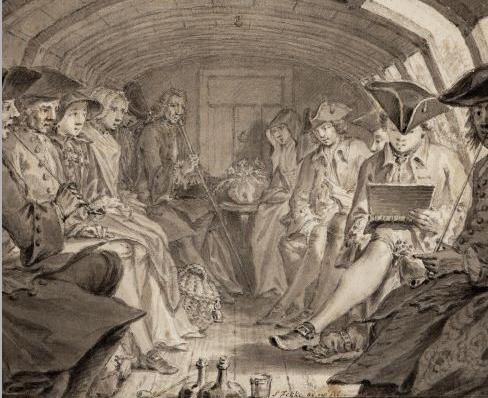
Интерьер пассажирской баржи-трексхёта

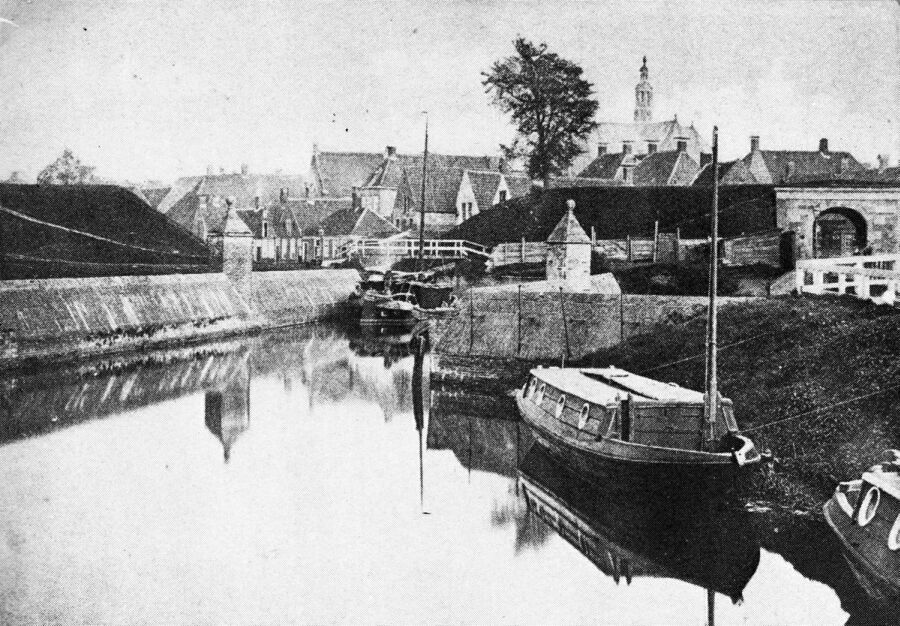
Гронингский сник (Groninger snik) — тип пассажирской баржи, использовавшейся в провинции Гронинген. Фото 1877 года.

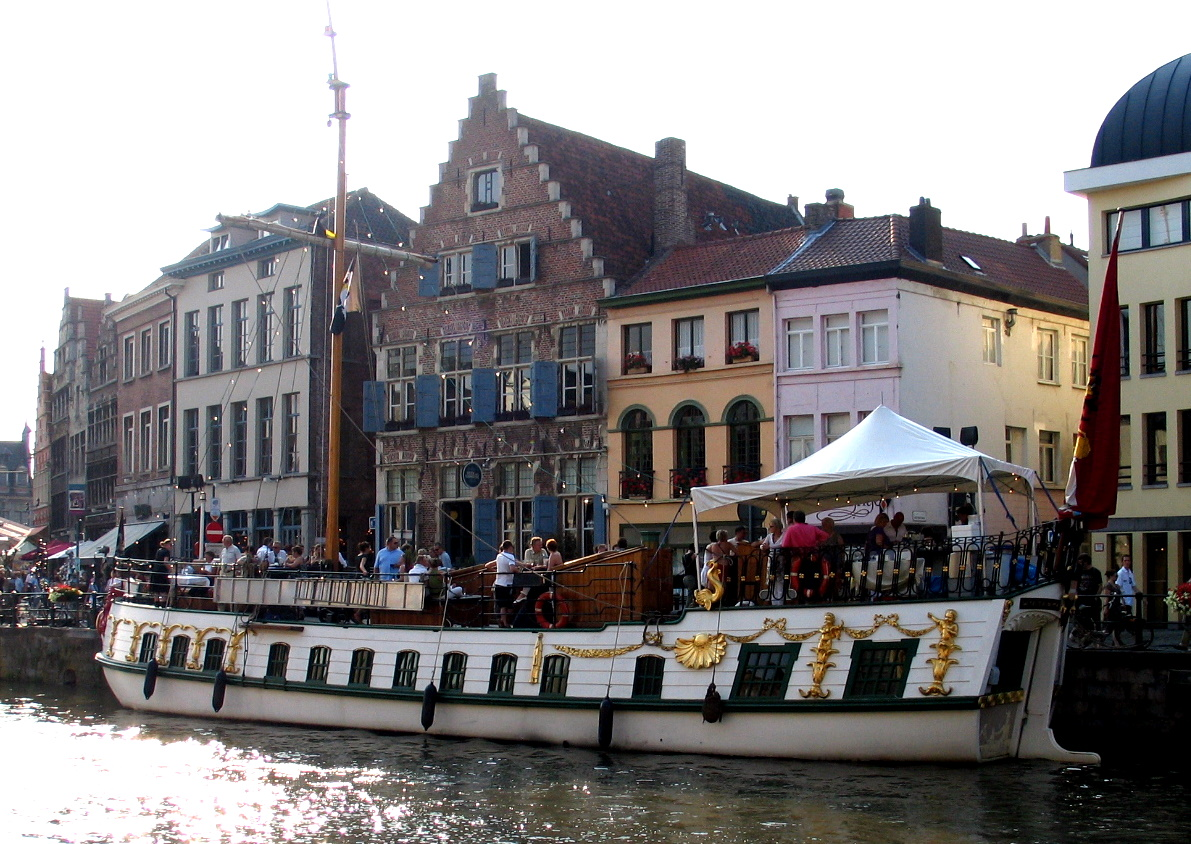
Гентская баржа (современная реконструкция)

Уже в конце XVI века в Нидерландах были организованы регулярные речные перевозки с фиксированными маршрутами и расписанием. В 1631—1634 годах был построен первый канал, специально предназначенный для регулярных перевозок. Он соединил Амстердам и Харлем. Баржи отправлялись по расписанию каждый час между закрытием и открытием городских ворот. Летом проездная плата составляла три стёйвера с пассажира, зимой проезд стоил дороже.
Первоначально каналы строились между отдельными городами, но постепенно эти отдельные каналы соединялись между собой. Таким образом к концу XVII века в Нидерландах сложилось несколько сетей каналов-треквартов. Самыми обширными и разветвлёнными были сети на Юго-западе (большей частью на территории нынешних провинций Северная Голландия, Южная Голландия и Утрехт, города Роттердам, Делфт, Гаага, Лейден, Гауда, Утрехт, Амстердам, Харлем, Алкмар и другие) и северо-востоке (на территории нынешних провинций Фрисландия и Гронинген, города Харлинген, Леуварден, Доккум, Гронинген, Делфзейл и другие).
Каналы строились по инициативе городов, роль центрального правительства была невысокой.
Каналы-трекварты, в частности и внутренний водный транспорт в общем оставались важнейшим видом транспорта Нидерландов вплоть до появления железных дорог. Эта исключительная роль водных путей хорошо видна в сравнении с соседними странами. Если в конце XVIII века протяжённость сети мощёных шоссейных дорог Австрийских Нидерландов (нынешней Бельгии) составляла 2850 км, то в 1800 году в тогдашних Нидерландах было всего 200 км мощёных дорог.
Каналы-трекварты утратили свою роль только после появления железных дорог. Тем не менее, баржи-трексхёты продолжали использоваться для пассажирских перевозок до конца XIX века. Например, пассажирская баржа Амстердам-Харлем продолжала курсировать до 1883 года, хотя ещё в 1839 годы эти два города связала железная дорога (первая железнодорожная линия Нидерландов).
Принцип треквартов и трексхёйтов использовался и в других странах. Например, между Гентом и Брюгге баржа курсировала с 1624 по 1911 год. На этой барже путешествовали Пётр I (в 1717 году), Людовик XV (в 1745 году), Иосиф II (в 1781 году) и Мария-Луиза Австрийская (в 1810 году).